# Carlos Soublette
Carlos Valentín José de la Soledad Antonio del Sacramento de Soublette y Jerez de Aristeguieta (La Guaira, 15 de diciembre de 1789 - Caracas, 11 de febrero de 1870) fue un político, militar, estadista y diplomático venezolano, prócer de la independencia de Venezuela. Participó en muchas batallas de la guerra de independencia, demostrando tener grandes aptitudes militares. Fue candidato a la presidencia en 1834, luego vicepresidente en 1837 y vicepresidente de la república, encargado del Poder Ejecutivo entre 1837 y 1839, y presidente elegido para el periodo 1843-1847. 
Fue, a su vez, secretario de Guerra y Marina de la República de Colombia (1825-1828) y secretario de Guerra y Marina del Estado de Venezuela durante el gobierno de José Antonio Páez (1830-1835) y durante el gobierno provisional de Pedro Gual en 1861. También fungió como secretario de Relaciones Exteriores durante el mandato de Julián Castro. Asimismo fue elegido como diputado en 1830 y senador en 1860.

## Primeros años
Nació el 15 de diciembre de 1789, en La Guaira, Capitanía General de Venezuela, hijo de Antonio Soublette de ascendencia francesa y de Teresa Jerez de Aristeguieta de ascendencia española.
En 1808, el ingeniero español coronel Tomás Mieres, estableció la Academia de Matemáticas de la Universidad de Caracas con instrucción militar; allí estudiaron Antonio José de Sucre el Gran Mariscal de Ayacucho, Carlos Soublette, Francisco de Paula Avendaño, y otros jóvenes militares que más tarde formarían el Cuerpo de Ingenieros Militares de la República.

## Carrera militar
El 18 de mayo de 1810 ingresó al servicio militar, luego se unió a las filas del Ejército de Francisco de Miranda, ingresando como portaestandarte de un escuadrón de caballería en Caracas, siendo ascendido en julio de ese año al rango de alférez. Ya para 1811, específicamente el 11 de enero fue ascendido a teniente, posteriormente actuó entre julio y agosto bajo las órdenes directas de Francisco de Miranda, esto sucedió durante la campaña para dominar el levantamiento armado de Valencia. Francisco de Miranda al observar su gran desempeño, y sus grandes capacidades militares lo ascendió a capitán, ese mismo año fue nombrado como Subjefe de la Sección de Caballería. Llegó a dirigir en varias batallas, distintas unidades de caballería. En virtud de su inteligencia y sus destrezas como estratega militar, Francisco de Miranda le daría aún más confianza, ascendiéndolo a Teniente Coronel, nombrándolo además su Primer Ayudante de Campo. Junto a Miranda, participó durante la campaña de Aragua y la de Carabobo, asistiendo a los dos asaltos de Valencia.
En 1812 contrajo matrimonio con Olalla Buroz y Tovar, su eterna compañera, con quien además procrearía 6 hijos.
En 1812 tras la capitulación de La Victoria y la caída de la Primera República de Venezuela, fue hecho prisionero y fue confinado al Castillo San Felipe de Puerto Cabello, una vez liberado, se integró al ejército libertador de Simón Bolívar. Posteriormente combatió al lado de José Félix Ribas como su Secretario Militar en 1813 en la Batalla de Vigirima. También participó en la Batalla de Bárbula y en la Batalla de Las Trincheras. En 1814 participó en distintas batallas, resaltando su labor en la Batalla de La Victoria, en la Batalla de Ocumare del Tuy, en la defensa de San Mateo, donde murió su hermano Juan Soublette, participó en la Primera Batalla de Carabobo, en la Segunda Batalla de La Puerta, Las Cocuizas, Antímano y la Batalla de Aragua de Barcelona.
En 1815, se unió a las fuerzas, que en 1816 desarrollaron la Expedición de Los Cayos en las costas de Venezuela. El 31 de diciembre de 1816, se unió nuevamente a las fuerzas de Simón Bolívar, que provenían de Haití y que desembarcaron en la ciudad de Barcelona. Durante este periodo fue nombrado Coronel efectivo del Ejército en los Cayos de San Luis. El 2 de enero de 1817 fue nombrado por Simón Bolívar, como miembro de la Orden de los Libertadores de Venezuela. En octubre de 1817, actuó como fiscal en el juicio al general Manuel Piar, quien fue acusado de conspiración primeramente y luego de desobediencia y deserción, siendo ejecutado el 16 de octubre de ese mismo año.

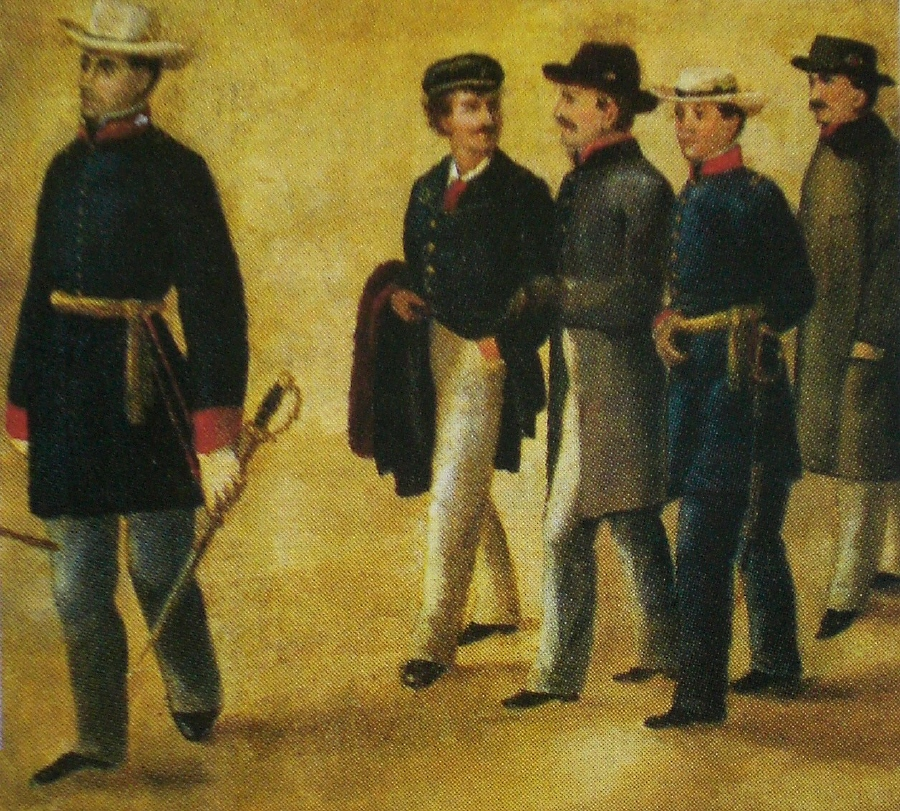
Soublette, Briceño Méndez, Zea, Mac Gregor y Brión en Ocumare de la Costa.

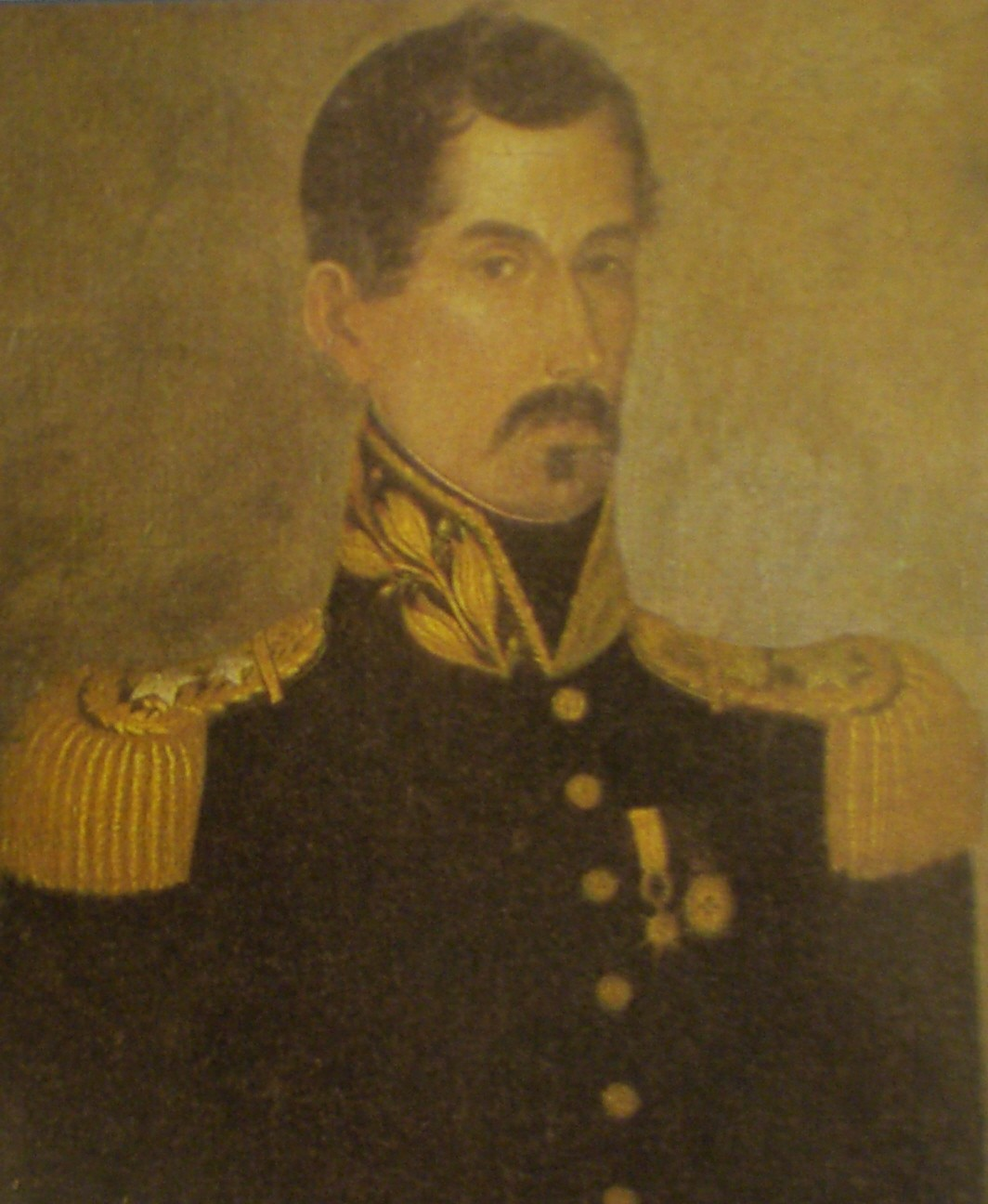
Soublette de joven.

En 1816, el 20 de diciembre fue ascendido a General de Brigada; esto sucedió en Margarita. Participó en los combates de Maracay, San Sebastián, Chaguaramas, Quebrada Honda, Alacranes y la Batalla de El Juncal, bajo las órdenes del General Manuel Piar. El 9 de enero de 1817, participó bajo las órdenes de Simón Bolívar en la Batalla de Clarines, en esta batalla fue herido. En 1818 como Jefe del Estado Mayor del Ejército Libertador participó en la Campaña de Los Llanos, destacando su participación en la Batalla del Sombrero, la Batalla del Rastro, en la Tercera Batalla de La Puerta y en el Rincón de los Toros. En 1819 participó siendo uno de los principales actores en la Batalla de Las Queseras del Medio. En 1819 acompañó al libertador Simón Bolívar en la campaña de liberación de Nueva Granada, que había caído nuevamente bajo dominio español en 1816, en ese momento se llamaba Virreinato de Nueva Granada. Soublette fue pieza clave junto a José Antonio Anzoátegui, actuando como jefe de uno de los cuerpos del Ejército, para lograr el triunfo durante la Batalla de Boyacá, siendo nombrado como uno de los Libertadores de la Nueva Granada. Vale la pena mencionar la anécdota de cuando el Libertador recibió las coronas de Laureles en Bogotá, por tan significante triunfo, este se las colocó a Soublette y Anzoátegui, diciendo que eran ellos quienes de verdad las merecían por el valor, la destreza y el empeño demostrado.

## Carrera política
El 1 de mayo de 1820, fue propuesto por Simón Bolívar ante la Comisión permanente del Congreso Constituyente de la Gran Colombia para que fuera ascendido a General de División, propuesta que el congreso acogió con mucho entusiasmo, por lo que ese mismo día, mediante decreto ejecutivo, fue ascendido a General de División, fue nombrado Director de Guerra de las Provincias del Norte y Vicepresidente interino de Venezuela, cargo que ejerció hasta 1821 cuando fue nombrado como Intendente del Departamento de Venezuela y Director de la guerra de los Departamentos del Norte de Colombia, participó en la campaña del Centro junto al General José Francisco Bermúdez. Como Director de Guerra participó en la Campaña de Coro y combatió en Pedregal, este año realizó una de sus más grandes hazañas, fue el 20 de julio, cuando destruyó en Mitare gran parte de la caballería realista. En 1824 fue nombrado por Simón Bolívar como Intendente del Departamento del Magdalena, cargo de suma importancia en la Gran Colombia.
El 3 de marzo de 1825, el General Pedro Briceño Méndez, renunció al cargo de Secretario de Guerra y Marina de la República de Colombia, por lo que Carlos Soublette fue nombrado como su sustituto por Simón Bolívar. En 1827, también fue nombrado como Jefe del Estado Mayor General de la Comandancia General de Venezuela, cumpliendo doble función, con la que ya tenía como Secretario de Guerra y Marina. Ejercería el cargo de Secretario de Guerra y Marina hasta 1828, cuando fue sustituido por Rafael Urdaneta y nombrado Secretario General del Gobierno. Carlos Soublette fue firmante del acta resultante de la Convención de enero enviada a Bolívar en 1829, donde se le notificaba al libertador que Venezuela se separaría de la Gran Colombia. Tras la separación de Venezuela de la Gran Colombia en 1830, sería nombrado por José Antonio Páez como Secretario de Guerra y Marina, pero esta vez del Estado de Venezuela, cargo que ejercería hasta el 6 de mayo de 1830, cuando fue nombrado Diputado del Congreso Constituyente del Estado de Venezuela. Asumió como diputado del Congreso Constituyente del Estado de Venezuela, fue diputado por Carabobo hasta que fue promulgada la nueva Constitución de Venezuela de 1830, siendo electo incluso como presidente de ese Congreso Constituyente por sus compañeros de cámara. Una vez disuelto el congreso constituyente el 14 de octubre de 1830, retomó el cargo de Secretario de Guerra y Marina, cargo que ejercería hasta 1834 cuando fue postulado a la Presidencia de la República. Durante la guerra de independencia, también sirvió como edecán de Bolívar.

### Candidato a la presidencia en 1835
Para las elecciones de 1835, cada grupo político tenía su candidato, el candidato del Grupo Civilista y de los comerciantes era José María Vargas, el grupo Gomecista o Gobiernista apoyaba a Carlos Soublette, Santiago Mariño del grupo centralista o boliviano, también estaban otros dos candidatos Diego Bautista Urbaneja y Bartolomé Salom. Una vez realizadas las elecciones, el 6 de febrero de 1835, en el edificio de la Capilla del Seminario, el Congreso de la República procedió al acto del escrutinio para la escogencia del Presidente de la República, una vez hecho el conteo, los resultados fueron los siguientes; José María Vargas, 103 Votos (50,99%), Carlos Soublette, 45 (22,77%) y Santiago Mariño 27 (13.36%). En virtud de que ninguno de los candidatos obtuvo las dos terceras partes requeridas para el nombramiento, hecho contemplado en la Constitución de Venezuela de 1830, se realizó una segunda vuelta entre los tres candidatos que obtuvieron más votos, quedando sólo Vargas y Soublette, de igual forma fueron necesarios dos procesos más para proclamar a quien sería el nuevo Presidente de la República. En las sucesivas votaciones resultó elegido por método de eliminatoria Vargas, quedando Soublette como segundo en todos los procesos.
En enero de 1835 tras haber haber asumido la presidencia José María Vargas, fue reemplazado por Francisco Conde en la Secretaría de Guerra y Marina, y nombrado como Ministro Plenipotenciario y Enviado Extraordinario para cumplir misiones diplomáticas en Inglaterra y España, estados ante los cuales solicitaría el reconocimiento del Estado de Venezuela como país libre, independiente y soberano. Durante esta misión, se lograron importantes avances, sin embargo no se lograron terminar debido a la renuncia de Vargas a la presidencia de la república, hecho que motivó su regreso prematuro e intempestivo a Venezuela.

### Presidente interino (1837-1839)
En enero de 1837 fue elegido por el congreso como vicepresidente de la república, en sustitución de Andrés Narvarte, quien asumió la presidencia provisional en sustitución de José María Vargas, luego, el 11 de marzo de 1837 Carlos Soublette sustituyó a José María Carreño en las funciones de la presidencia de la República, en calidad de Vicepresidente de la República, en ejercicio del Poder Ejecutivo para culminar el periodo que duró hasta el 1 de febrero de 1839. Durante su presidencia provisional, tuvo que luchar contra la fuerte crisis económica mundial de la época, la cual llegó hasta Venezuela afectando los precios del café, cacao y cueros, que para ese entonces eran los principales productos de exportación y principal fuente de ingreso de Venezuela. 
Esta situación aumentó el descontento que existió durante la presidencia de José María Vargas, ya que los pequeños y medianos productores tuvieron además que enfrentar las subidas autoritarias de los impuestos por parte de los prestamistas oligarcas de la época, quienes continuaban aumentando sus riquezas, asimismo los campesinos tenían que enfrentarse a los grandes propietarios explotadores quienes disminuían continuamente los pobres salarios de la época y exigían mayor trabajo. Un grupo de terratenientes dirigidos por Tomas Lander creó la Sociedad de Agricultura para defender sus intereses capitalistas. Estos prestamistas, terratenientes y propietarios oligarcas conformaban la clase conservadora venezolana de la época. Como consecuencia, tuvo que hacer frente a distintos alzamientos guerrilleros en el país, tal como fueron las guerrillas de Apure dirigidas por Francisco Farfán en 1837 y las de Juan Cordero y Francisco Farías en Maracaibo y Perijá respectivamente.

### Presidente electo para el período 1843-1847

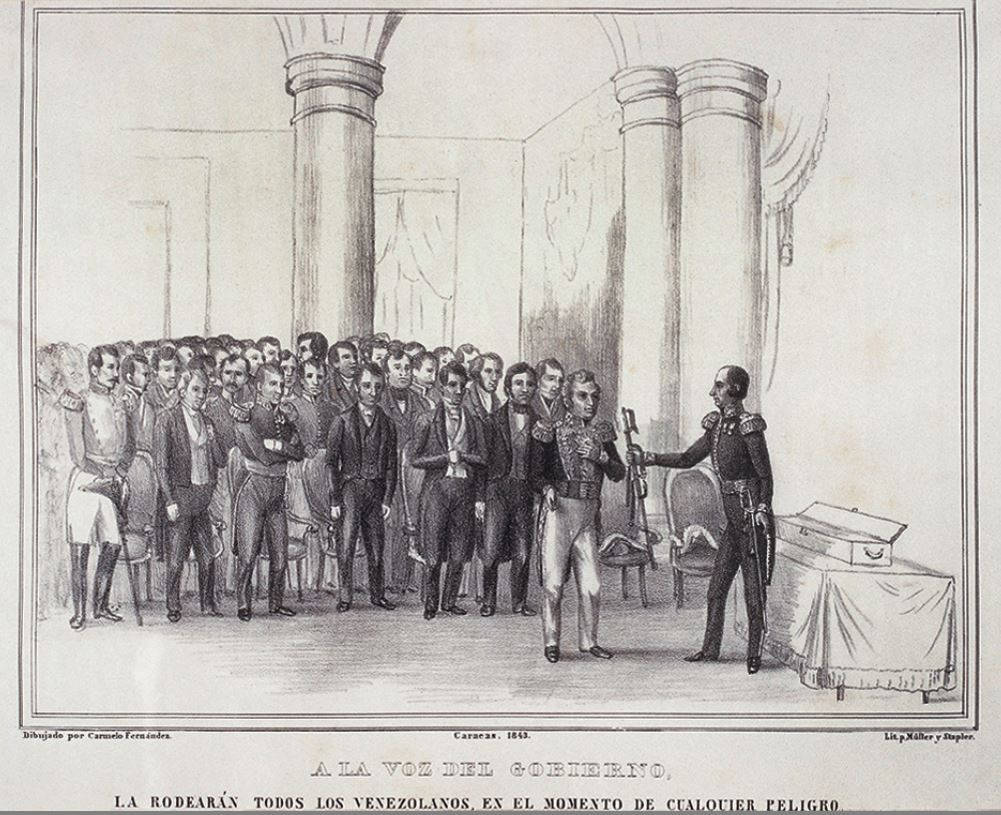
José Antonio Páez al recibir la Espada de Honor de manos de Carlos Soublette el 19 de marzo de 1843.

Ha comienzos de 1843 se realizaron las elecciones para elegir al presidente de la república, el candidato de José Antonio Páez era Carlos Soublette, quien era el favorito. El Congreso de la República se reunió el 26 de enero de 1843, se efectuó la totalización de los votos, Carlos Soublette obtuvo una victoria contundente, siendo proclamado presidente en primera vuelta, asumiendo el cargo el 28 de enero de 1843, para el periodo 1843-1847.
Desde sus primeros días como presidente, empezó a demostrar que era un gran líder político, siendo un presidente preocupado por tratar de solucionar los problemas que acarreaba la nación, demostrando además tener mucho conocimiento de sus funciones diplomáticas y con una gran capacidad para evitar enfrentamientos con adversarios políticos. Durante los primeros años de su presidencia, logró que existiera un cierto equilibrio político, ya que llegó a disminuir considerablemente los ataques de grupos armados y los enfrentamientos con la oposición, solucionando muchos conflictos a través del diálogo. Para este mandato presidencial, su Consejo de Gobierno estuvo conformado sus primeros dos años por Juan Manuel Manrique como Secretario del despacho del Interior y Justicia, Rafael Urdaneta como Secretario de Estado en los despachos de Guerra y Marina (durante todo el mandato), Pedro de Las Casas como Secretario de Estado en los despachos de Hacienda y Relaciones Exteriores, Diego Bautista Urbaneja (Presidente de la Corte Suprema de Justicia) y Santos Michelena (Vicepresidente).
A pesar de su actitud conciliadora, no todo fue color de rosas para Soublette, quien tuvo que enfrentar distintos alzamientos armados en contra de su gobierno, el primero de ellos fue dirigido por Juan Silva en 1844. El más importante de todos fue la Insurrección campesina de 1846 que duró hasta 1847, dirigida por el indio Francisco José Rangel y por el liberal Ezequiel Zamora, en ella se integraron un gran grupo de campesinos y esclavos. Como resultado de esta revuelta, fue asesinado Francisco Rangel y Ezequiel Zamora fue hecho prisionero de guerra y posteriormente condenado a muerte. También a nivel económico consiguió importantes logros, haciendo una gran esfuerzo por normalizar la economía que para ese momento se encontraba bastante debilitada, sin embargo al final de su gobierno la economía se vio golpeada nuevamente por la crisis de las potencias capitalistas de la época, lo que trajo una vez más, como consecuencia la baja de los precios de los productos de exportación. Durante su segundo gobierno, destacan los siguientes hechos:
- Decretó en 1843, una especie de amnistía que permitió que todos los exiliados políticos pudieran regresar a Venezuela y a los que habían cometido crímenes políticos y habían sido juzgados con pena de muerte les fue cambiada la pena por cárcel.
- Se creó el Instituto de Crédito Territorial dirigido a los negocios y transacciones económicas, así como con funciones hipotecarias, esto con el fin de dinamizar la economía.
- Se inauguró el primer camino Caracas-La Guaira, hecho muy importante para la economía, ya que permitió un mejor traslado desde la capital hasta el principal puerto de ese momento que era el Puerto de la Guaira.
- En marzo de 1845 España, de quien hacía parte Venezuela a través del Virreinato de Nueva Granada durante la época imperial, la reconoció como un estado libre y soberano. Cabe destacar la estupenda labor diplomática realizada previamente por el mismo Soublette durante el gobierno de José María Vargas y la de Rafael Urdaneta como embajador plenipotenciario del gobierno de Soublette ante la Corte de España.
- Se adelantaron los trabajos para la creación de los caminos que comunicaban a Valencia con Puerto Cabello y a Maracaibo con los Andes venezolanos.
- Permitió la libertad de prensa y de expresión sin ningún tipo de restricciones, llegando a surgir periódicos como Las Avispas, La Oposición, La Centella, Sin Camisa, entre otros.
- Se creó el Banco Nacional y se continuó con el pago de la deuda externa.

Entregó el poder el 20 de enero de 1847 al entonces vicepresidente Diego Bautista Urbaneja, esto de acuerdo al artículo 11 de la Constitución de Venezuela de 1830, su gobierno fue el último de la hegemonía conservadora, dando paso al comienzo de la hegemonía de los Monagas.

## Postpresidencia

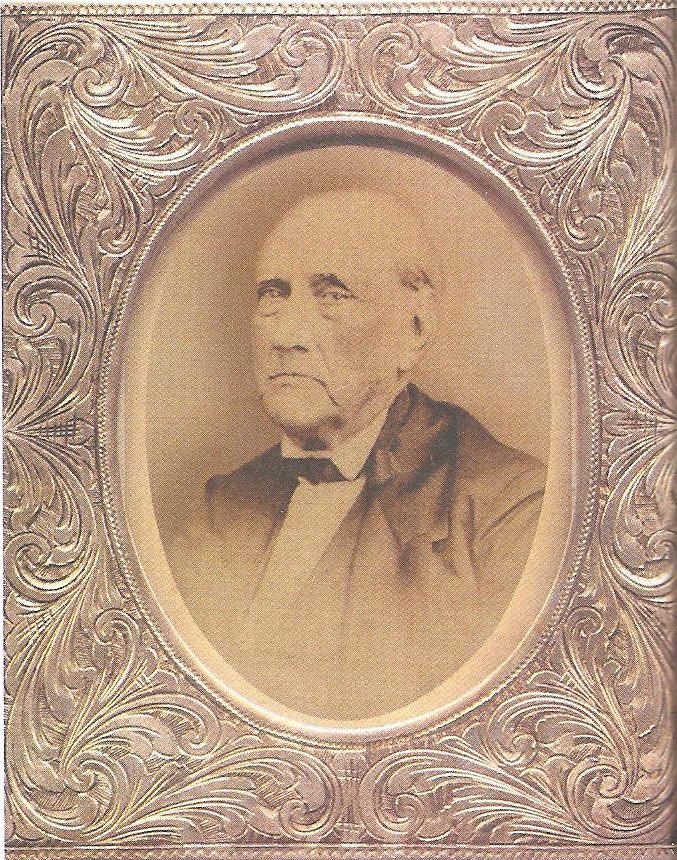
Retrato fotográfico del general Carlos Soublette en sus últimos años.

Tras el Atentado del Congreso del 24 de enero de 1848, se unió al ejército de José Antonio Páez como jefe del estado mayor, en el alzamiento contra los liberales, periodo conocido como Guerra civil venezolana de 1848-1849, siendo derrotado, por lo que huyó a Colombia y se estableció en Santa Marta, allá fue recibido con mucho respeto, debido su amplia trayectoria, le fue asignada una pensión militar acorde a su alto rango. En 1858 recibió el llamado del presidente Julián Castro Contreras, quien lo invitó a regresar al país, y lo nombró en 1858 Jefe de Operaciones de la Provincia de Caracas el 17 de julio y embajador plenipotenciario, en esta gestión puso término al conflicto diplomático con Francia e Inglaterra, más conocido como el Protocolo Urrutia. El 24 de febrero de 1859, en virtud del gran trabajo realizado como embajador plenipotenciario, fue nombrado Ministro de Relaciones Exteriores. El 4 de abril de ese mismo año, fue nombrado como Director de la Guerra para Occidente hasta mayo de ese año, siendo limitado por problemas de salud. Fue masón en grado 33 y ejerció el cargo del Supremo Gran Consejo entre 1850 y 1865.
En 1860 fue nombrado Senador por la Provincia de Caracas y luego ejerció funciones como Secretario de Estado y Ministro de Guerra durante los gobiernos provisionales de Pedro Gual. Fue nombrado General en Jefe por el Mariscal Juan Crisóstomo Falcón en 1863. A pesar de esto estuvo apartado unos años de la vida pública, y volvió a mediado de los 80, estuvo colaborando como asesor durante distintos gobiernos, finalizando su actividad durante los llamados gobiernos azules, su último cargo fue en 1869 como Secretario de Estado del General y entonces presidente José Ruperto Monagas, cargo ejercido hasta octubre de ese año.
Murió el 11 de febrero de 1870 a los 80 años de edad en la ciudad de Caracas. Sus restos fueron trasladados al Panteón Nacional el 7 de febrero de 1970. Carlos Soublette fue sin duda alguna, unos de los más grandes próceres y héroes de la independencia de Venezuela, participando en las grandes batallas, obteniendo importantes triunfos, ganando la confianza y el respeto de los principales comandantes y dirigentes de la guerra de independencia como Simón Bolívar, Francisco de Miranda, José Félix Ribas, Antonio José de Sucre y Rafael Urdaneta. Como político cometió aciertos y desaciertos, sin embargo es recordado como un presidente eficiente con excelentes dotes de diplomático y grandes ideas económicas.